# Psoroptes
Psoroptes es un género de ácaros, incluidos los agentes que causan la sarna psoróptica.

## Sarna psoróptica
Los ácaros psorópticos son responsables de causar sarna psoróptica en varios animales, lo que genera pérdidas económicas entre los ganaderos de ganado vacuno, ovino y caprino. También se conoce como sarna de oveja y sarna de ganado. La enfermedad es altamente infecciosa y se transmite a través de postes de cerca y otras estructuras que el ganado usa para rascarse. Los ácaros tienen partes bucales que no perforan la piel, pero están adaptadas para alimentarse en la superficie, donde los ácaros desgastan el estrato córneo.

## Taxonomía
Se ha considerado tradicionalmente que Psoroptes incluye cinco especies que viven en diferentes especies hospedadoras, pero el análisis genético ha reducido el género a una sola especie, Psoroptes ovis.